# Краснодарский район
Краснодарский район — административно-территориальная единица в составе Юго-Восточной области, Северо-Кавказского и Азово-Черноморского краёв, существовавшая в 1924—1935 годах. Центр — город Краснодар.
Краснодарский район был образован 19 июля 1924 года в составе Кубанского округа Юго-Восточной области. 16 октября 1924 года Юго-Восточная область была преобразована в Северо-Кавказский край.
К началу 1925 года в Краснодарский район входили 10 сельсоветов: Васюринский, Динской, Елизаветинский, Кочетинский, Марьянский, Новомышастовский, Новотитаровский, Пашковский, Старокорсунский и Стефановский.
11 февраля 1927 года из Тимашёвского района в Краснодарский были переданы Краснопольский, Нововеличковский и Старомышастовский с/с. Тогда же к Краснодарскому району был присоединён Андреевский с/с упразднённого Поповичевского района.
В 1930 году окружная система в СССР была упразднена и Краснодарский район перешёл в прямое подчинение Северо-Кавказского края. 10 января 1934 года Краснодарский район был отнесён к Азово-Черноморскому краю.
В ходе реформы 1934 года из Краснодарский район был разукрупнён. Новомышастовский сельсовет отошёл в Ивановский район, Новотитаровский, Нововеличковский, Старомышастовский, село им. К.Маркса - в Новотитаровский район. В результате в составе Краснодарского района осталось 6 сельсоветов: Васюринский, Елизаветинский, Калининский, Марьянский, Пашковский и Старокорсунский.
20 декабря 1935 года Краснодарский район был упразднён. На его территории был образован Марьянский район, а станица Пашковская и село Калинино перешли в подчинение городу Краснодару.